# Open di Zurigo 1989
L'Open di Zurigo 1989 è stato un torneo femminile di tennis giocato sul sintetico indoor. È stata la 6ª edizione del torneo, che fa parte della categoria Tier II nell'ambito del WTA Tour 1989. Si è giocato nell'Hallenstadion di Zurigo in Svizzera, dal 16 al 22 ottobre 1989.

## Campionesse

### Singolare
Steffi Graf ha battuto in finale  Jana Novotná con il punteggio di 6–1, 7–6(6)

### Doppio
Jana Novotná /  Helena Suková hanno battuto in finale  Judith Polzl-Wiesner /  Nathalie Tauziat con il punteggio di 6–3, 3–6, 6–4